# Тріскопліт рудолобий
Тріскоплі́т рудолобий (Cyphorhinus arada) — вид горобцеподібних птахів родини воловоочкових (Troglodytidae). Мешкає в Амазонії і на Гвіанському нагір'ї.

## Опис

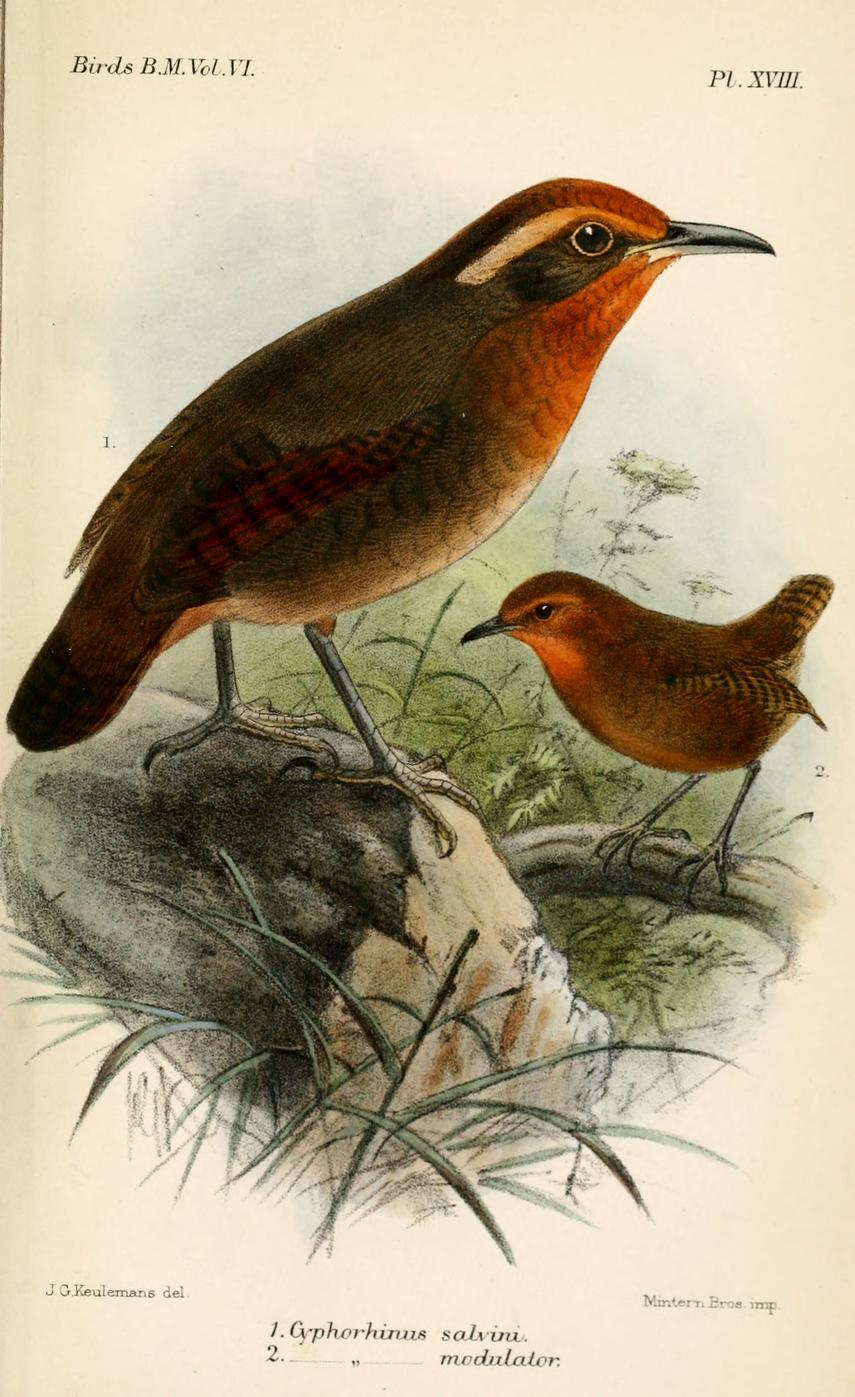
Рудолобі тріскопліти (підвид C. a. salvini — зліва і C. a. modulator — справа

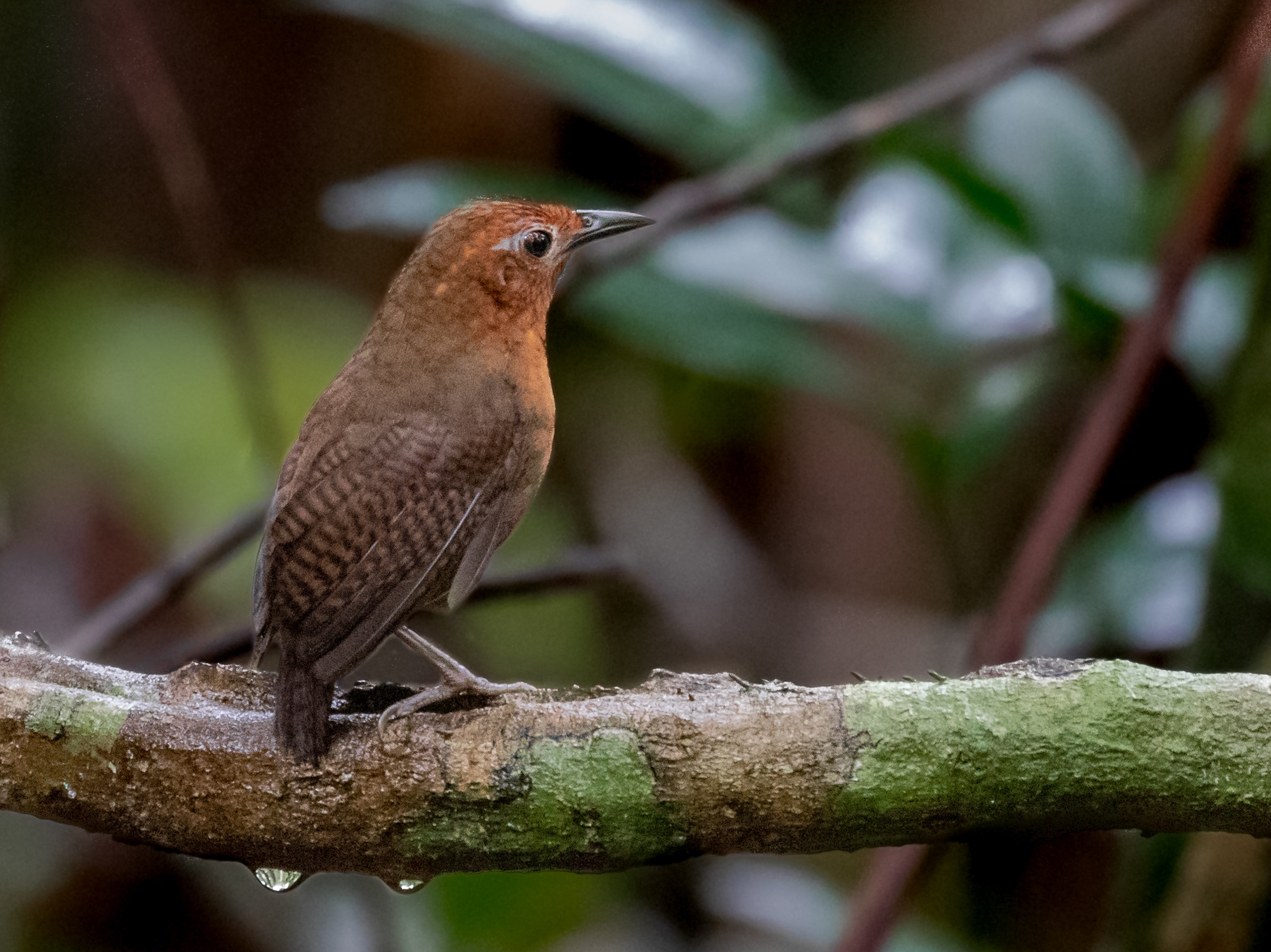
Рудолобий тріскопліт (Нову-Айран, штат Амазонас, Бразилія)

Довжина птаха становить 12,5-13 см, вага 18-24 г. Лоб і передня частина тімені руді, задня частина тімені каштанова. Над очима вузькі охристі "брови" з більш вузькими чорними краями, за очима каштанові смуги, щоки оранжево-коричневі. На потилиці і верхній частині спини широкий чорнувато-коричневий "комір", поцяткований чорними і білими поздовжніми смужками. Нижня частина спини і надхвістя рудувато-коричневі, менш яскрві, ніж голова. Крила і хвіст коричневі, поцятковані вузькими чорними смужками. Підборіддя, горло і верхня частина грудей яскраво-оранжево-коричневі. що різко контрастує з нижньою частиною грудей і верхньою частиною живота, які мають блідо-охристе забарвлення. Боки і нижня частина живота коричнювато-охристі. Очі карі, дзьоб зверху сіруватро-коричневий, знизу сіруватий, біля основи білий, лапи коричневі або сірувато-чорні. Виду не притаманний статевий димоорфізм. Молоді птахи мають подібне забарвлення, однак нечіткими смугами на нижній частині живота.
У представників підвиду C. a. griseolateralis "комір" більш тонкий, а нижня частина тіла більш сіра, ніж у представників номінативного підвиду. У представників підвиду C. a. interpositus "комір" відсутній, а щоки у них коричнювато-сірі. Представники підвиду C. a. transfluvialis є меншими і блідішими за представників номінативного підвиду. У представників підвиду C. a. salvini "комір" відсутній, забарвлення загалом дуже темне. Представники підвиду C. a. modulator є схожими на представників підвиду C. a. transfluvialis, однак "брови" у них більш широкі, а верхня частина тіла світліша.
Пара рудолобих тріскоплітіів співає антифонним дуетом. Пісня птаха складається з серії чітких, нав'язливих посвистів, висота яких сильно різниться. Птахи повторюють пісню кілька разів з незначними варіаціями, після чого переходять до іншої пісні. Ці пісні часто перемежовуються глибокими булькаючими звуками. Крик — різкий звук «чарк».

## Підвиди
Виділяють шість підвидів:
- C. a. arada (Hermann, 1783) — східна Венесуела, Гвіана і північна Бразилія (на північ від Амазонки, на схід від Ріу-Негру);
- C. a. griseolateralis Ridgway, 1888 — Бразильська Амазонія (на південь від Амазонки, від Тапажоса до Жаманшіна);
- C. a. interpositus (Todd, 1932) — Бразильська Амазонія (від Мадейри на схід до Тапажоса, на південь до Мату-Гросу);
- C. a. transfluvialis (Todd, 1932) — від південно-східної Колумбії (на схід від Какети) до північно-західної Бразилії (на схід до Ріу-Негру);
- C. a. salvini Sharpe, 1882 — від південно-східної Колумбії до східного Еквадору і північно-східного Перу (Лорето);
- C. a. modulator (d'Orbigny, 1838) — схід Перу, захід Бразильської Амазонії (на схід до Мадейри, на південь до Амазонки) і північ Болівії.

Деякі дослідники пропонують визнати кожен підвид окремим видом.

## Поширення і екологія
Рудолобі тріскопліти мешкають в Колумбії, Еквадорі, Перу, Болівії, Бразилії, Венесуелі, Гаяні, Суринамі і Французькій Гвіані. Вони живуть в амазонській сельві і варзейських лісах (тропічних лісах у заплавах Амазонки і її притоків). Зустрічаються парами або невеликими сімейними зграйками, на висоті до 500 м над рівнем моря, місцями на висоті до 1000 м над рівнем моря, у Венесуелі подекуди на висоті 1400 м над рівнем моря.
Рудолобі тріскопліти живляться комахами, павуками, багатоніжками та іншими безхребетними, яких шукають на землі і в підліску, серед опалого листя, в також ягодами. Іноді слідкують за кочовими мурахами. Сезон розмноження у цих птахів триває переважно з липня по вересень. Гніздо кулеподібне з бічним входом, робиться з листя і сухої трави. В кладці 2 білих яйця.

## В культурі
Рудолобі тріскопліти відомі в Бразилії як uirapuru — ця назва походить від їх назви в мові тупі: wirapu 'ru. Ці птахи фігурують в кількох легендах і байках, більшість з яких пов'язані з їх гучною, мелодійною піснею. Однак з легенд оповідає про те, що коли уїрапуру починає співати, всі інші птахи припинають співати самі і починають слухати пісню. Також вважається, що рудолобі тріскопліти проносять удачу, тому деякі люди вбивають їх і роблять з птахів опудало.